# Olav Undheim
Olav „Creolophus“ Undheim (* 11. Juli 1986) ist ein ehemaliger norwegischer E-Sportler in der Disziplin Warcraft III. 
Neben seinen Leistungen in Soloturnieren war er zwischen 2006 und 2007 Mitglied des 4Kings-Teams und gewann in dieser Zeit einmal die ESL WC3L Series. 2007 gab er auf dem Höhepunkt seiner spielerischen Laufbahn überraschend sein Karriereende bekannt. Grund war, dass er sich voll auf sein beginnendes Studium konzentrieren wollte. Zum Abschluss belegte er auf den World Cyber Games den ersten Platz und gewann damit seinen ersten und einzigen Weltmeistertitel. Während seiner gesamten Karriere gewann er in insgesamt elf Wettkämpfen Preisgelder in einer Höhe von über 37.500 €.

## Clans
- Incredible Teamaction (Januar 2004 – Dezember 2004)
- Team64.AMD (Januar 2005 – Juni 2005)
- fnatic (Juli 2005 – April 2006)
- 4Kings (Mai 2006 – August 2007)

## Erfolge
Die folgende Tabelle listet die größten Turniererfolge von Creolophus auf. Die Eurobeträge der Preisgelder (sofern nicht in Euro ausgegeben) beziehen sich jeweils auf den Wechselkurs des Turniertages.
| Jahr | Platz | Turnier                                 | Team       | Preisgeld                     |
| ---- | ----- | --------------------------------------- | ---------- | ----------------------------- |
| 2005 | 1.    | DreamHack Summer 2005                   | Team64.AMD | SEK 015.000,00 (ca.01.627 €)  |
| 2006 | 3.    | NGL-One Season 1                        | 4Kings     | 333,33 €                      |
| 2007 | 1.    | WC3L Season X Finals                    | 4Kings     | 2.500,00 €                    |
| 2007 | 3.    | EM I - Finals                           | 4Kings     | 5.000,00 €                    |
| 2007 | 3.    | NGL-One Season 2                        | 4Kings     | $ 400,00 (ca.0300 €)          |
| 2007 | 3.    | DreamHack Summer 2007                   | 4Kings     | SEK 4.000 (ca.0425 €)         |
| 2007 | 2.    | WC3L Season XI Finals                   | 4Kings     | 1.200,00 €                    |
| 2007 | 2.    | Electronic Sports World Cup (ESWC) 2007 | 4Kings     | $ 06.000 (ca.04.403 €)        |
| 2007 | 1.    | BlizzCon 2007                           | 4Kings     | $ 010.000 (exact 07.254,00 €) |
| 2007 | 3.    | NGL-One Season 3                        | 4Kings     | $ 0500 (ca. 0367 €)           |
| 2007 | 1.    | WCG 2007                                | 4Kings     | $ 020.000 (ca. 014.130 €)     |

Weitere Platzierungen: World Cyber Games 2005: Top 8, World Cyber Games 2006: Top 8, WCG Samsung Euro Championship 2007: 4. Platz